# Пићанћаћара
Пићанћаћаре или Пићанћаре су староседелачки народ средишње Аустралије, тачније тромеђе Јужне Аустралије, Северне територије и Западне Аустралије. Већина их живи у Јужној Аустралији, а мањи број на Северној територији. Најближи сродници су им народи Јанкуњћаћара и Нгањаћара, са којима деле западнопустињски језик.
Бројност становништва им је процењена на 4.000, од којих више од 3/4 (око 3.125) говори пићанћарским, поред енглеског.

## Изговор имена
Етноним Пићанћаћара се обично изговара (у нормалном, брзом говору) као Пићанћара (уз изостављање једног од поновљених слогова -ћа-). При споријем говору сви слогови се изговарају.

## Језик
Пићанћаћарски је дијалекат западнопустињског језика, који припада ватијској грани пама-њунганских језика. Западнопустињски језик се састоји од већег броја дијалеката који чине дијалекатски континуум. Зависно од извора он се посматра као један језик или као група језика, када се дијалекти посматрају као посебни језици.
Пићанћаћарски језик обухвата већи број дијалеката, који су скупа посматрани, према Роналду Трудингеру били у употреби на већем простору него било који други језик аустралијских староседелаца. Са јанкуњћаћарским дели 80% вокабулара.